# ケネス・マース
ケネス・マース（Kenneth Mars,  1935年4月4日 - 2011年2月12日）は、アメリカ合衆国のコメディアン、俳優、声優である。

## 来歴
1935年、イリノイ州 シカゴに生まれる。父親のソニー・マースはラジオやテレビ番組のパーソナリティとして知られていた。ノースウェスタン大学で学び、1960年代前半あたりからテレビドラマの端役などへ出演するようになりキャリアをスタートさせた。ちなみにデビュー作は1963年のテレビドラマシリーズ『Car 54, Where Are You?』だった。同年『Act One』という映画で映画デビューも果たし、1967年にメル・ブルックス監督、ゼロ・モステル、ジーン・ワイルダー出演のコメディ映画『プロデューサーズ』では、メインキャストに抜擢されている。ブルックス作品にはその後、『ヤング・フランケンシュタイン』へも出演した。
役者として順調にキャリアを重ね、その後もポール・ニューマン、ロバート・レッドフォード共演の『明日に向って撃て!』や『おかしなおかしな大追跡』など、映画テレビ問わず様々なジャンルの作品へ出演して、俳優としての確固たる地位を築き上げた。1986年に『アメリカン・ラビットの冒険』や1989年にディズニー製作のセルアニメ映画『リトル・マーメイド』などで声優として出演して以来、テレビアニメやアニメ映画、ビデオゲームなどで声優としても活躍した。

### 私生活
1977年にバーバラ・ニューボーンと結婚し、二児の父親でもあった。

### 死去
2008年に膵癌が発見され、その後他の部分に転移して3年後の2011年2月12日、ロサンゼルスの病院で死去した。75歳だった。

## 出演作品

### 映画
- Act One (1963)
- プロデューサーズ The Producers (1967)
- 幸せはパリで The April Fools (1969)
- 明日に向って撃て! Butch Cassidy and the Sundance Kid (1969)
- Viva Max (1969)
- Desperate Characters (1971)
- おかしなおかしな大追跡 What's Up,Doc? (1972)
- Guess Who's Been Sleeping in My Bed? (1973)
- Hello Mother, Goodbye! (1974)
- パララックス・ビュー The Parallax View (1974)
- ヤング・フランケンシュタイン Young Frankenstein (1974)
- It's a Bird... It's a Plane... It's Superman! (1975) ※テレビ映画
- Someone I Touched (1975)
- ナイトムーブス Night Moves (1975)
- The Fighting Nightingales (1978)
- Goin' Coconuts (1978)
- 我が家の楽園 You Can't Take It with You (1979) ※テレビ映画
- The Apple Dumpling Gang Rides Again (1979)
- Heaven Only Knows (1979)
- ハイ・スクール・ウルフ Full Moon High (1981)
- 結婚の法則 The Rules of Marriage (1982)
- Yellowbeard (1983)
- プロトコル Protocol (1984)
- フレッチ/殺人方程式 Fletch (1985)
- Prince Jack (1985)
- ラジオ・デイズ Radio Days (1987)
- ハリウッド行進曲/私をスタジオに連れてって Rented Lips (1988)
- 新ポリスアカデミー バトルロイヤル Police Academy 6: City Under Siege (1989)
- ウディ・アレンの影と霧 Shadows and Fog (1991)
- ラフ・マジック Rough Magic (1995)
- アウトブレイク2000 Runaway Virus (2000)
- スーパー・リッチと結婚する方法 How to Marry a Billionaire: A Christmas Tale (2000)

### 声の出演
- アメリカン・ラビットの冒険 The Adventures of the American Rabbit (1986)
- リトル・マーメイド he Little Mermaid (1989)
- 恐竜大行進 We're Back! A Dinosaur's Story (1993)
- おやゆび姫 サンベリーナ Thumbelina (1994)
- リトルフット 赤ちゃん恐竜の大冒険 The Land Before Time II: The Great Valley Adventure (1994)
- リトルフット クビナガ恐竜がやってきた The Land Before Time IV: Journey Through the Mists (1996)
- リトルフット はっぱ食い虫で大災難 The Land Before Time V: The Mysterious Island (1997)
- リトルフット6 The Land Before Time VI: The Secret of Saurus Rock (1998)
- リトル・マーメイドII Return to The Sea The Little Mermaid II: Return to the Sea (2000)
- The Land Before Time VII: The Stone of Cold Fire (2000)
- リトルフット アイス・フリーズ The Land Before Time VIII: The Big Freeze (2001)
- リトルフット 海への大冒険 The Land Before Time IX: Journey to the Big Water (2002)
- リトルフット ベスト・オブ・フレンズ The Land Before Time X: The Great Longneck Migration (2003)
- リトルフット ムーサウルスを救え! The Land Before Time XI: Invasion of the Tinysauruses (2005)
- The Land Before Time XII: The Great Day of the Flyers (2006)

### テレビドラマ
- 脱線パトカー54 Car 54, Where Are You? (1963)
- ガンスモーク Gunsmoke (1967)
- それ行けスマート Get Smart (1967)
- マニックス Mannix (1969)
- ミセスと幽霊 The Ghost & Mrs. Muir (1968, 1970)
- 恋愛専科 Love, American Style (1970 - 1974)
- 鬼警部アイアンサイド Ironside (1973)
- 追跡者ハリー・オー Harry O (1974)
- ワンダーウーマン Wonder Woman (1975)
- 刑事コロンボ / 『殺しの序曲』 Columbo (1977)
- 名探偵ジョーンズ Barnaby Jones (1980)
- The Fonz and the Happy Days Gang (1980 - 1981)
- 私立探偵マグナム Magnum, P.I. (1981, 1984)
- Dr.トラッパー サンフランシスコ病院物語 Trapper John, M.D. (1982, 1984)
- ジェシカおばさんの事件簿 Murder, She Wrote (1985)
- 探偵ハード&マック Hardcastle and McCormick (1985, 1986)
- トワイライト・ゾーン The Twilight Zone (1986)
- ディズニーランド Disneyland (1990)
- スタートレック:ディープ・スペース・ナイン Star Trek: Deep Space Nine (1994)
- L.A.ロー 七人の弁護士 L.A. Law (1994)
- Dr.マーク・スローン Diagnosis Murder (1995)
- 新スーパーマン Lois & Clark: The New Adventures of Superman (1996)
- ドリューDEキャリー・ショー The Drew Carey Show (1997)
- ザ・プリテンダー 仮面の逃亡者 The Pretender (1999, 2000)
- 刑事ナッシュ・ブリッジス Nash Bridges (2000)
- ふたりは友達? ウィル&グレイス Will & Grace (2001)
- マルコム in the Middle Malcolm in the Middle (2002 - 2004)
- ILOVE!オリバー Oliver Beene (2004)
- シークレット・アイドル ハンナ・モンタナ Hannah Montana (2007)

### テレビアニメ
- スクービー・ドゥー The 13 Ghosts of Scooby-Doo (1985)
- The Flintstone Kids (1986 - 1988)
- わんぱくダック夢冒険 DuckTales (1987, 1990)
- The Adventures of Raggedy Ann & Andy (1988)
- タイニー・トゥーンズ Tiny Toon Adventures (1990)
- 未知の海へ ダーク・ウォーター The Pirates of Dark Water (1991, 1993)
- ダックにおまかせ ダークウィング・ダック Darkwing Duck (1991, 1992)
- キャプテン・プラネット Captain Planet and the Planeteers (1992)
- リトル・マーメイド The Little Mermaid (1992 - 1994)
- バットマン Batman: The Animated Series (1994, 1995)
- ピンク・パンサー The Pink Panther (1994, 1995)
- 科学少年JQ The Real Adventures of Jonny Quest (1996)
- ポリスアカデミー・ザ・シリーズ Police Academy: The Series (1997)
- ゴジラ・ザ・シリーズ Godzilla: The Series (1998)
- アングリー・ビーバーズ The Angry Beavers (2000)
- リトルフット The Land Before Time (2007 - 2008)

### ビデオゲーム
- Fallout: A Post-Nuclear Role-Playing Game (1997)
- Soldier of Fortune II: Double Helix (2002)
- キングダム ハーツII Kingdom Hearts II (2002)
- Kingdom Hearts II: Final Mix+ (2007)